# Obytný dům městské spořitelny (Opava)
Obytný dům městské spořitelny v Opavě, čp. 170, Horní náměstí 24, Čapkova ulice 2, je dům postavený v letech 1937-1939 architektem Otto Reichnerem. Je chráněn státem jako kulturní památka.

## Galerie

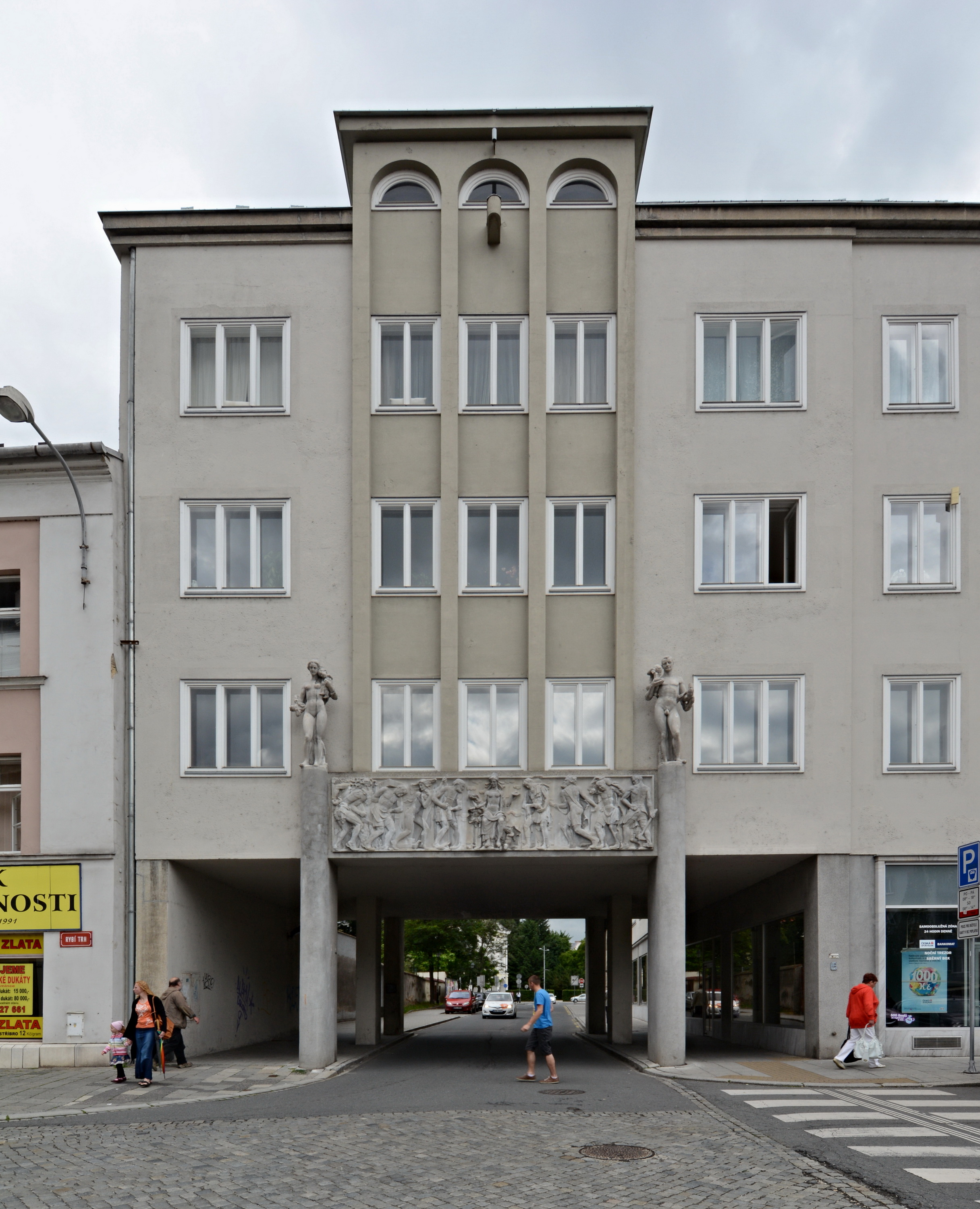
Průčelí průjezdu z Horního náměstí.
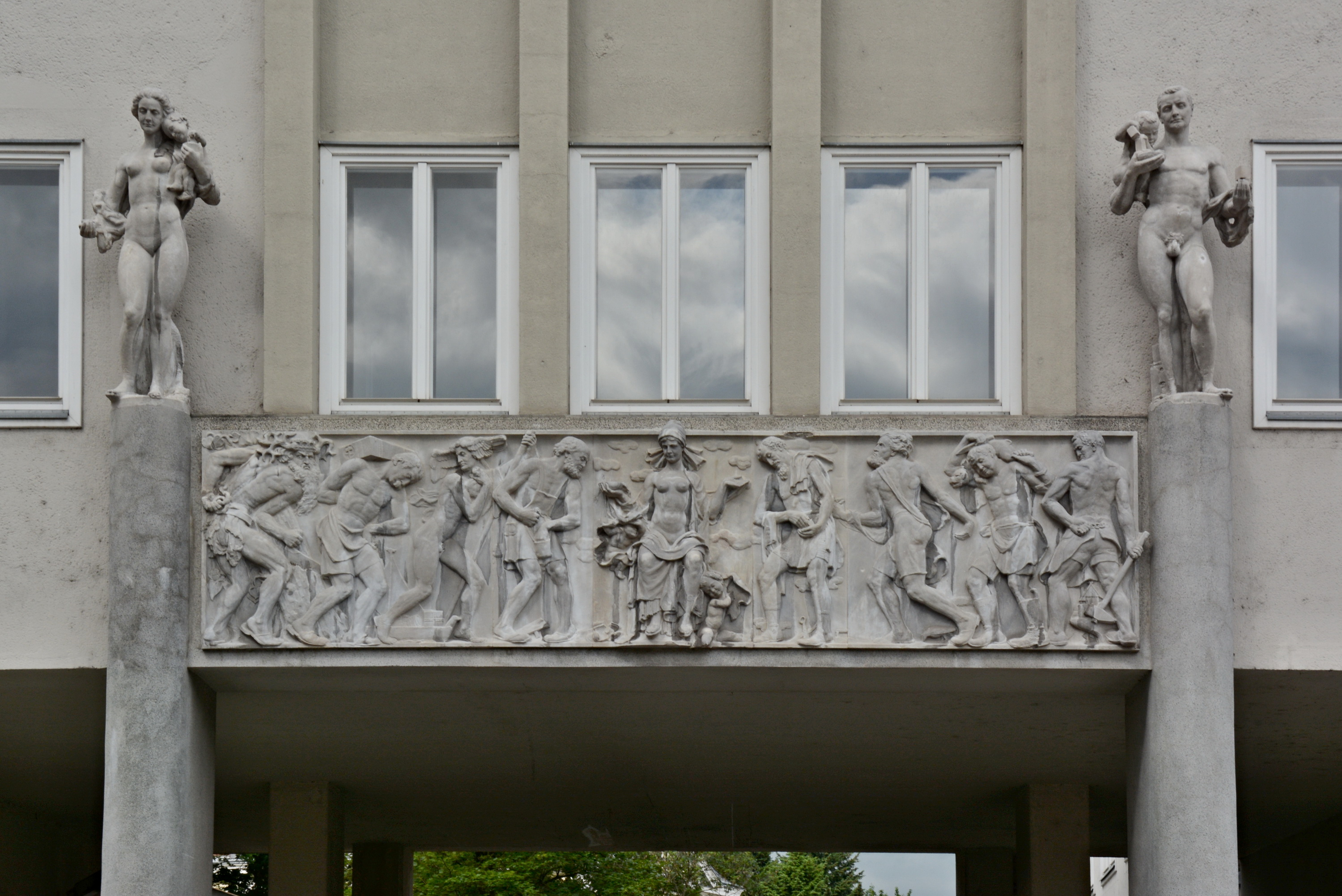
Detail sochařské výzdoby.
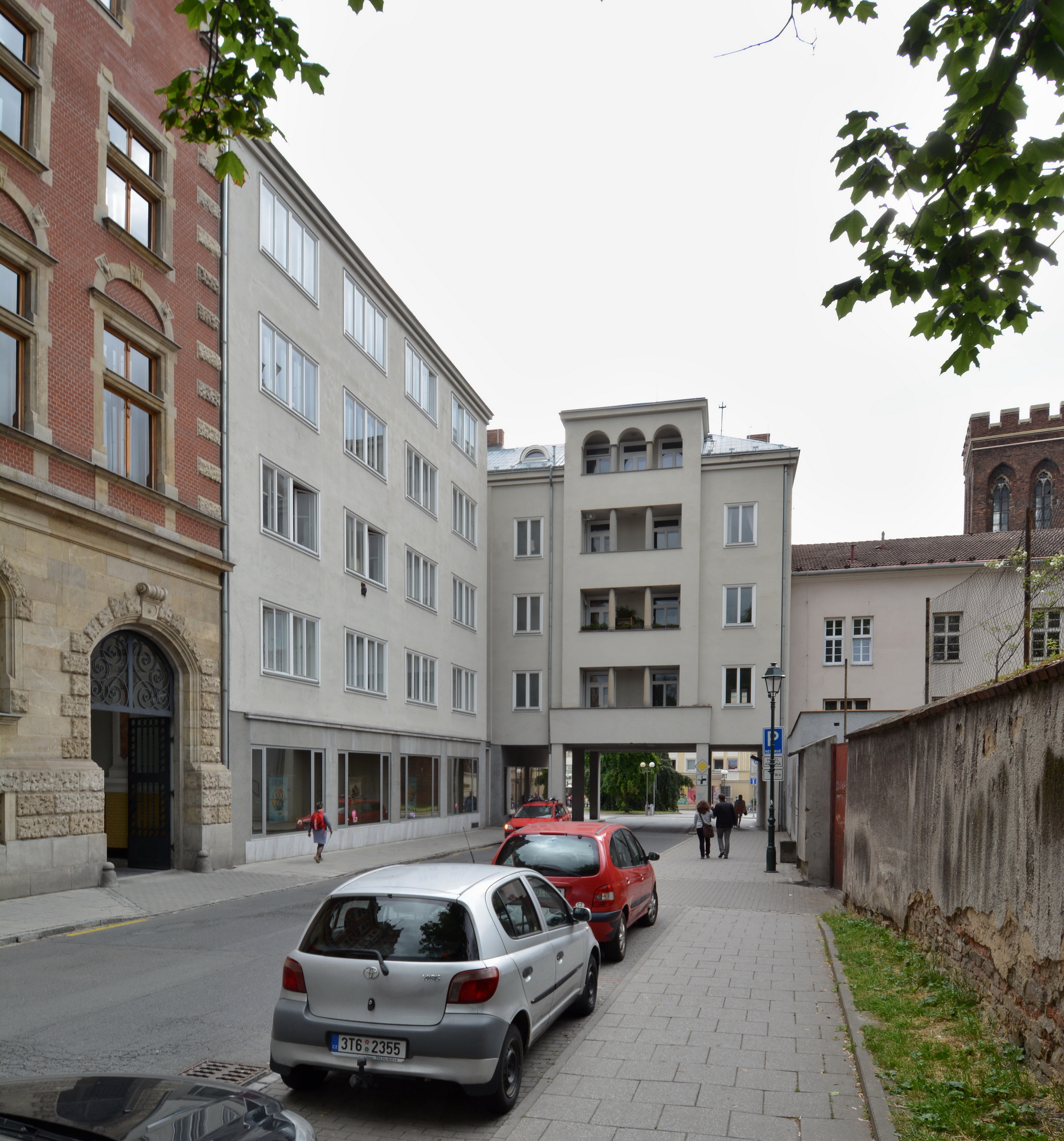
Pohled z Čapkovy ulice.